# Праведник (филм из 2014)
Праведник (енгл. The Equalizer) је амерички акциони трилер филм из 2014. године редитеља Антоана Фјукуе, а по сценарију Ричарда Венка на основу истоимене серије аутора Мајкла Слоана и Ричарда Линдхајма која је се приказивала од 1985. до 1989. на каналу CBS. Продуценти филма су Тод Блек, Џејсон Блументал, Дензел Вошингтон, Алекс Сискин, Стив Тиш, Мејс Нојфилд, Тони Елдриџ и Мајкл Слоан. Музику је компоновао Хари Грегсон-Вилијамс. Наставак Праведник 2 изашао је 2018. године.
Насловну улогу тумачи Дензел Вошингтон као бивши CIA оперативац, док су у осталим улогама Мартон Чокаш, Клои Грејс Морец, Дејвид Харбор, Бил Пулман и Мелиса Лио. Светска премијера филма је била одржана 26. септембра 2014. у Сједињеним Америчким Државама.
Буџет филма је износио 73 000 000 долара, а зарада од филма је 192 300 000 долара.

## Радња
Дензел Вошингтон игра Роберта '"Боба" МекКола, човека који верује да је оставио иза себе своју мистериозну прошлост и посветио се стварању свог новог, мирног живота. Али када МекКол упозна Тери (Клои Грејс Морец), младу девојку коју контролише насилна руска мафија, не успева да остане по страни – мора јој помоћи. Наоружан скривеним вештинама које му омогућавају да освети беспомоћне, МекКолу се поново јавља жеља за правдом. Ако неко има проблем, а шансе да истера правду су мале, ако немају коме да се обрате, МекКол ће помоћи. Он је Праведник.

## Улоге
| Глумац           | Улога                         |
| ---------------- | ----------------------------- |
| Дензел Вошингтон | Роберт „Боб” МекКол           |
| Мартон Чокаш     | Теди Ренсен / Николај Итченко |
| Клои Грејс Морец | Алина / Тери                  |
| Дејвид Харбор    | Френк Мастерс                 |
| Бил Пулман       | Брајан Пламер                 |
| Мелиса Лио       | Сузан Пламер                  |